# Championnat du monde B masculin de handball 1989
Navigation
Mondial B 1987 Mondial B 1992
Le Championnat du monde B masculin de handball a eu lieu du 15 au 26 février 1989 en France. C'est la 7e édition de cette épreuve.
Véritable division 2 du handball mondial, les meilleures équipes du Championnat du monde B obtenaient ainsi leurs billets pour le Championnat du monde A tandis que les moins bonnes équipes étaient reléguées dans un Championnat du monde C qui a existé entre 1976 et 1990.
Seize équipes ont participé à la compétition qui a été remportée par la Islande, vainqueur 29 à 26 de la Pologne en finale.
La France termine à la 5e place, synonyme de participation au Championnat du monde 1990 où elle obtiendra sa qualification pour les Jeux olympiques de Barcelone.

## Présentation de la compétition

### Équipes qualifiées
| Nation               | Motif de qualification                       | Rang                                |
| -------------------- | -------------------------------------------- | ----------------------------------- |
| France               | Pays hôte (et 8e du Mondial B 1987)          | Pays hôte (et 8e du Mondial B 1987) |
| Islande              | Relégation des Jeux olympiques d'été de 1988 | 8e                                  |
| Espagne              | Relégation des Jeux olympiques d'été de 1988 | 9e                                  |
| Pologne              | Maintien du Championnat du monde B 1987      | 3e                                  |
| Allemagne de l'Ouest | Maintien du Championnat du monde B 1987      | 4e                                  |
| Roumanie             | Maintien du Championnat du monde B 1987      | 5e                                  |
| Suisse               | Maintien du Championnat du monde B 1987      | 6e                                  |
| Danemark             | Maintien du Championnat du monde B 1987      | 7e                                  |
| Norvège              | Maintien du Championnat du monde B 1987      | 9e                                  |
| Bulgarie             | Maintien du Championnat du monde B 1987      | 10e                                 |
| Pays-Bas             | Promu du Championnat du monde C 1988         | 1er                                 |
| Israël               | Promu du Championnat du monde C 1988         | 2e                                  |
| Autriche             | Promu du Championnat du monde C 1988         | 3e                                  |
| Égypte               | Championnat d'Afrique 1987                   | 2e                                  |
| Cuba                 | Jeux panaméricains 1987 (en)                 | 2e                                  |
| Koweït               | Championnat d'Asie 1987 (en)                 | 3e                                  |

### Effectifs des équipes
Voir « Toutes les équipes », Hand-ball : bulletin fédéral n°246/247, Fédération française de handball, janvier 1989 (consulté le 12 janvier 2023), p. 20 et 21.

### Lieux de la compétition
La compétition se déroule sur dix lieux
- Belfort : Patinoire municipale
- Cherbourg : Complexe sportif de Chantereyne
- Dijon : Palais des sports
- Gagny : Aréna
- Grenoble : Palais des sports
- Marseille : Palais des sports
- Nantes : Palais des sports de Beaulieu
- Paris : Palais omnisports de Paris-Bercy
- Poissy : Centre sportif Marcel Cerdan
- Strasbourg : Hall Rhénus

## Tour préliminaire
Légende
- Qualifié pour le tour final
- Qualifié pour la poule de classement 13-16

### Groupe A
Les matchs se sont joués à Nantes.
|   | Équipe   | Pts | J | G | N | P | Bp | Bc | Diff |
| - | -------- | --- | - | - | - | - | -- | -- | ---- |
| 1 | Pologne  | 6   | 3 | 3 | 0 | 0 | 84 | 64 | 20   |
| 2 | Danemark | 4   | 3 | 2 | 0 | 1 | 78 | 68 | 10   |
| 3 | Cuba     | 2   | 3 | 1 | 0 | 2 | 71 | 70 | 1    |
| 4 | Égypte   | 0   | 3 | 0 | 0 | 3 | 53 | 84 | -31  |

15 février 1989
- Danemark b.  Égypte : 27-19 (15-8).
  - Danemark : Rasmussen (4, dont 3 pen.), Simonsen (1), Lundbye (3), Sletting (2), Mertz (3), Munkedal (3), Jacobsen (4), Roepstorff (4), Hansen (3).
  - Egypte : Abd El Wahab (2, dont 1 pen.), Ghrib (5), El Daraway (2), Abd El Hadi Alfi (2 pen.), Ahmed El Said (3), Abd El Halim (1), El Yshamed (2), Belal (1), Labib (1).
- Pologne b.  Cuba 26-23 (12-8).
  - Pologne : Mloczynski (2), Wasziewicz (8), A. Tłuczyński (2), Dawidziuk (1), Wenta (7, dont 2 pen.), Plechoc (2), Z. Tłuczyński (1), Bugaj (3).
  - Cuba : Sanchez (1), Quintana (4), Neninger (2), Duranona (5), Povea (5), Martinez (4), Agramonte (1), Delisle (1).

16 février 1989
- Danemark b.  Cuba : 27-23 (14-10).
  - Danemark : Jacobsen (5), Rasmussen (3, dont 2 pen.), Mertz (1), Jensen (2), Simonsen (1), Lundbye (6), Munkedal (5), Fenger (3), Hansen (1).
  - Cuba : Agramonte (1), Martinez (3), Duranona (6, dont 4 pen.), Neninger (1), Povea (6), Quintana (1), Delisle (2), Robert (3).
- Pologne b.  Égypte : 32-17 (16-9).
  - Pologne : Subocz (1), Bugaj (2), Plechoc (5), Z. Tłuczyński (6, dont 4 pen.), Wenta (3), Dawidziuk (5), Skalski (5), Maslon (2), Antczak (3).
  - Egypte : Ghrib (7, dont 1 pen.), Abd El Hadi Alfi (1 pen.), Labib (1), El Daraway (2), Daabes (1), Belal (4), Abd El Wahab (1 pen.).

18 février 1989
- Cuba b.  Égypte : 25-17 (12-10).
  - Cuba : Agramonte (1), Martinez (2), Neninger (2), Povea (3), Quintana (4), Delisle (5), Robert (3), Duranona (5).
  - Egypte : Ghrib (4), Abd El Halim (1), El Yshamed (1), Abd El Hadi Alfi (2), Labib (4), Ahmed El Said (1), El Daraway (3), Abd El Wahab (1 pen.).
- Pologne b.  Danemark 26-24 (15-11).
  - Pologne : Mloczynski (1), A. Tłuczyński (4), Plechoc (1), Z. Tłuczyński (9, dont 2 pen.), Wenta (5), Waszkiewicz (5, dont 2 pen.), Dawidziuk (1).
  - Danemark : Jacobsen (1), Rasmussen (5 pen.), Mertz (1), Jensen (3), Simonsen (2), Lundbye (2), Munkedal (2), Fenger (6, dont 2 pen.), Hansen (2).

### Groupe B
Les matchs se sont joués à Grenoble.
|   | Équipe   | Pts | J | G | N | P | Bp | Bc | Diff |
| - | -------- | --- | - | - | - | - | -- | -- | ---- |
| 1 | France   | 4   | 3 | 2 | 0 | 1 | 66 | 51 | 15   |
| 2 | Espagne  | 4   | 3 | 2 | 0 | 1 | 60 | 59 | 1    |
| 3 | Israël   | 2   | 3 | 1 | 0 | 2 | 58 | 66 | -8   |
| 4 | Autriche | 2   | 3 | 1 | 0 | 2 | 54 | 62 | -8   |

15 février 1989
- France b.  Israël : 27-18 (11-7)[2]
  - France : Debureau (8), Mahé (5 pen.), Volle (4), Derot (4), Perreux (2), Gardent (3), Tristant (1).
  - Israël : Oslander (5, dont 1 pen.), Amar (2), Ildis (4), Kushnir (3), Canaan (1), Zelzer (1), Dayan (2).
- Autriche b.  Espagne : 22-20 (10-11)
  - Autriche : Dittert (6, dont 3 pen.), Gawlik (7), Reebacher (2), Wuchterl (3), Horl (4).
  - Espagne : Puig Rofes (4), Munoz Ortiz (4), Muñoz Melo (6, dont 1 pen.), Cabanas Lopez (1), Reino Garcia (2, dont 1 pen.), Ruiz Gomez (3).

16 février 1989
- Espagne b.  Israël : 21-19 (12-12)
  - Espagne : Cabanas Lopez (3), Muñoz Melo (1), Hermida Garcia (2), Novoa Behovide (1), Munoz Ortiz (4, dont 3 pen.), Garcia Lopez (3), Ruiz Gomez (2), Puig Rofes (1), Garralda (4).
  - Israël : Oslander (7, dont 3 pen.), Amar (1), Somech (5), Kushnir (3), Dayan (3).
- France b.  Autriche : 21-14 (10-4)[3]
  - France : Derot (3), Mahé (1 pen.), Debureau (3), Volle (6, dont 1 pen.), Hager (1), Portes (4), Quintin (1), Perreux (2).
  - Autriche : Gawlik (3, dont 1 pen.), Rabenseifer (1), Dittert (3), Horl (2), Kaschutz (2), Ascherbauer (1), Urbani (2).

18 février 1989
- Israël b.  Autriche : 21-18 (10-9)
  - Israël : Oslander (4, dont 1 pen.), Delder (1), Amar (1), Somech (3), Kushnir (8), Dayan (4).
  - Autriche : Zechner (1), Gawlik (1), Reebacher (3), Dittert (8, dont 3 pen.), Horl (2), Kaschutz (1), Wuchterl (1), Ascherbauer (1).
- Espagne b.  France : 19-18 (12-9)[4],[5]
  - Espagne : Rico (GB), Fort (GB), Cabanas (5), Muñoz Melo (2, ), Reino (), Hermida (4, ), Muñoz Ortiz (2 pen.), García López (1), Ruíz Gómez (2), Puig (1), Sagalés, Garralda (2, ).
  - France : Médard (GB), Thiébaut (GB), G. Derot (1), Mahé (1 pen., ), Debureau (4), Volle (2, ), Hager (1, ), Tristant, Portes (4), Quintin (), Gardent (1), Perreux (4).

### Groupe C
Les matchs se sont joués à Cherbourg.
|   | Équipe   | Pts | J | G | N | P | Bp | Bc | Diff |
| - | -------- | --- | - | - | - | - | -- | -- | ---- |
| 1 | Roumanie | 6   | 3 | 3 | 0 | 0 | 73 | 58 | 15   |
| 2 | Islande  | 4   | 3 | 2 | 0 | 1 | 73 | 49 | 24   |
| 3 | Bulgarie | 2   | 3 | 1 | 0 | 2 | 55 | 63 | -8   |
| 4 | Koweït   | 0   | 3 | 0 | 0 | 3 | 48 | 79 | -31  |

15 février 1989
- Roumanie b.  Koweït : 25-16 (12-6).
  - Roumanie : Dumitru (2), Mocanu (9), Berbece (3, dont 1 pen.), Stîngă (1), Lieu (3), Petre (4), Zaharia (2), Voinea (1).
  - Koweït : Al Abdullah (4), Shah Zadah (1), Al Zaiabi (1), Al Amer (3), Shahzadah (2, dont 1 pen.), Muhanna (4), Taleb (1).
- Islande b.  Bulgarie 20-12 (8-8).
  - Islande : Arason (4, dont 1 pen.), Ottar Mathiesen (5), Gilsson (5), J. Sigurðsson (1), Gíslason (2), B. Sigurðsson (3).
  - Bulgarie : D. Nikolov (6), Vassilev (1), Atanassov (3, dont 1 pen.), Barovski (1), Apostolov (1 pen.).

16 février 1989
- Islande b.  Koweït : 32-14 (15-8).
  - Islande : Ottar Mathiesen (3), J. Sigurðsson (8), B. Sigurðsson (3), Grímsson (4), Gunnarsson (6, dont 3 pen.), Arason (3), Jónasson (3), S. Sveinsson (2).
  - Koweït : Al Abdullah (1), Muhanna (1), Saleh Mohammad (1), Al Mulla (1), Abdu Ridha (2), Shah Zadah (2), Al Amer (3), Taleb (2), Shahzadah (1 pen.).
- Roumanie b.  Bulgarie 25-21 (11-10).
  - Roumanie : Zaharia (2), Dumitru (5), Stîngă (2), Ghimeș (5), Lieu (1), Berbece (6, dont 1 pen.), Petre (2), Mocanu (2).
  - Bulgarie : N. Nikolov (6), Davidkov (4), Zaprianov (1), Alexandrov (7, dont 4 pen.), Barovski (3).

18 février 1989
- Bulgarie b.  Koweït : 22-18 (9-10).
  - Bulgarie : D. Nikolov (4), Apostolov (1), Davidkov (2), Kolaylukov (6, dont 5 pen.), Marinov (4), Zaprianov (2), V. Vassilev (2), Barovski (1).
  - Koweït : Al Abdullah (3), Muhanna (3), Saleh Mohammad (2), Al Harbi (1), Al Zaiabi (3, dont 2 pen.), Al Amer (2), Taleb (4, dont 1 pen.).
- Roumanie b.  Islande : 23-21 (10-10).
  - Roumanie : Dumitru (5), Voinea (1), Stîngă (6), Ghimeș (1), Berbece (6, dont 2 pen.), Mocanu (3), Petre (1).
  - Islande : Grímsson (3), Gunnarsson (1), Gíslason (9, dont 4 pen.), Guðmundsson (2), Arason (5), Gilsson (1).

### Groupe D
Les matchs se sont joués à Belfort.
|   | Équipe               | Pts | J | G | N | P | Bp | Bc | Diff |
| - | -------------------- | --- | - | - | - | - | -- | -- | ---- |
| 1 | Suisse               | 6   | 3 | 3 | 0 | 0 | 62 | 51 | 11   |
| 2 | Allemagne de l'Ouest | 4   | 3 | 2 | 0 | 1 | 65 | 49 | 16   |
| 3 | Pays-Bas             | 2   | 3 | 1 | 0 | 2 | 54 | 69 | -15  |
| 4 | Norvège              | 0   | 3 | 0 | 0 | 3 | 56 | 68 | -12  |

15 février 1989
- Suisse b.  Pays-Bas 22-16 (11-10).
  - Suisse : Meyer (5, dont 4 pen.), Gassmann (5 dont 2 pen.), Rubin (6), Scharer (3), Schumacher (1), Lanker (1), Keller (1).
  - Pays-Bas : Groener (1), Schuurs (5), Boomhouljer (1), Van Olpen (1), Nijgeboom (1), Van Noesel (1), R. Fiege (4, dont 3 pen), Wanders (1), J. Fiege (1).
- Allemagne de l'Ouest b.  Norvège : 22-17 (9-4).
  - Allemagne de l'Ouest : Schwalb (4, dont 1 pen.), Fraatz (6, dont 2 pen.), Neitzel (3), Quarti (2), Dörhöfer (1), Fitzek (1), Klemm (3), Roth (2).
  - Norvège : Gjekstad (1), Kjendalen (1), Erland (5, dont 3 pen.), Svele (2), Hanstad (4), Larsen (1), Opperud (2), Iversen (1).

16 février 1989
- Allemagne de l'Ouest b.  Pays-Bas : 26-14 (10-7).
  - Allemagne de l'Ouest : Dörhöfer (4), Neitzel (3), Schwalb (5), Fitzek (3), Fraatz (5, dont 1 pen.), Klemm (1), Roth (1), Muller (4).
  - Pays-Bas : Van Olpen (1), Schuurs (4), Groener (2), Boornhouljer (5, dont 2 pen.), R. Fiege (1), J. Fiege (1).
- Suisse b.  Norvège : 22-18 (13-10).
  - Suisse : Keller (2), Lanker (4), Meyer (7, dont 1 pen.), Rubin (5), Scharer (4).
  - Norvège : Svele (1), Havang (2), Kjendalen (4), Hanstad (1), Larsen (1), Lundeberg (1), Erland (3), Opperud (2), Iversen (3).

18 février 1989
- Suisse b.  Allemagne de l'Ouest 18-17 (8-9).
  - Suisse : Meyer (5, dont 3 pen.), Rubin (3), Scharer (4), Schumacher (3), Gassmann (1), Barth (2).
  - Allemagne de l'Ouest : Dörhöfer (1), Neitzel (3), Schwalb (3, dont 1 pen.), Fitzek (4), Quarti (2), Fraatz (3, dont 1 pen.), Roth (1).
- Pays-Bas b.  Norvège : 24-21 (13-10).
  - Pays-Bas : Van Olpen (1), Schuurs (6), Groener (4), Van Noesel (4), Boornhouljer (5, dont 1 pen.), R. Fiege (3), J. Fiege (1).
  - Norvège : Svele (1), Havang (1), Kjendalen (5, dont 3 pen.), Hanstad (2), Lundeberg (1), Erland (4), Opperud (5), Iversen (2).

## Tour principal
Les résultats du tour préliminaire entre les équipes d'un même groupe sont conservés.
Les équipes classées au même rang du tour principal s'affrontent : les deux premiers en finale, les deux seconds dans le match pour la 3e place, etC.

### Groupe E
Les matchs se sont joués à Marseille.
|   | Équipe   | Pts | J | G | N | P | Bp  | Bc  | Diff |
| - | -------- | --- | - | - | - | - | --- | --- | ---- |
| 1 | Pologne  | 10  | 5 | 5 | 0 | 0 | 136 | 107 | 29   |
| 2 | Espagne  | 8   | 5 | 4 | 0 | 1 | 117 | 106 | 11   |
| 3 | France   | 6   | 5 | 3 | 0 | 2 | 113 | 99  | 14   |
| 4 | Danemark | 4   | 5 | 2 | 0 | 3 | 126 | 117 | 9    |
| 5 | Cuba     | 2   | 5 | 1 | 0 | 4 | 111 | 121 | -10  |
| 6 | Israël   | 0   | 5 | 0 | 0 | 5 | 88  | 141 | -53  |

20 février 1989
- France b.  Cuba : 21-14 (12-8)[6].
  - France : Derot (1), Mahé (1 pen.), Debureau (3), Volle (7), Tristant (1), Portes (5), Gardent (1), Perreux (2).
  - Cuba : Agramonte (1), Povea (2), Robert (6), Duranona (5, dont 2 pen.), Rivero (GB)[7]
- Pologne b.  Israël : 30-15 (16-6).
  - Pologne : Bugaj (5), Plechoc (3), Z. Tłuczyński (1 pen.), Wenta (2), Waszkiewicz (5, dont 3 pen.), Dawidziuk (4), Skalski (7, dont 1 pen.), Antczak (3, dont 1 pen.).
  - Israël : Canaan (3), Amar (2), Somech (4), Kushnir (2, dont 1 pen.), Dayan (2), Fruchter (2).
- Espagne b.  Danemark : 28-22 (17-6).
  - Espagne : Hermida Garcia (1), Muñoz Melo (7, dont 1 pen.), Novoa Behovide (5), Reino Garcia (1), Garralda Larumbe (4, dont 2 pen.), Cabanas (3), Puig Rofes (2), Ruiz Gomez (5).
  - Danemark : Jacobsen (2), Rasmussen (8, dont 1 pen.), Mertz (1), Jensen (1), Simonsen (1), Lundbye (4), Munkedal (3), Fenger (1), Hansen (1).

21 février 1989
- Cuba b.  Israël 31-19 (16-12).
  - Cuba : Agramonte (4), Martinez Cuesta (1), Neninger (2), Querol (1), Povea (2), Delisle (5), Robert (5, dont 2 pen.), Duranona (2), Aguirre (7), Sanchez (2).
  - Israël : Cohen (1), Oslander (3 pen.), Somech (6), Kushnir (2, dont 1 pen.), Dayan (2), Fruchter (1), Canaan (1), Amar (3).
- Pologne b.  Espagne 27-21 (11-11).
  - Pologne : Mloczynski (1), Bugaj (3), Plechoc (3), Z. Tłuczyński (9, dont 1 pen.), Wenta (6), Waszkiewicz (1), Dawidziuk (4).
  - Espagne : Cabanas (1), Muñoz Melo (4, dont 1 pen.), Reino Garcia (2), Novoa Behovide (3), Munoz Ortiz (4), Ruiz Gomez (1), Puig Rofes (6).
- France b.  Danemark : 23-21 (14-11)[8].
  - France : Derot (1), Mahé (2 pen.), Debureau (7), Volle (3), Portes (5), Quintin (1), Gardent (3), Perreux (1).
  - Danemark[9] : Karsten Holm (GB), John Iversen (GB) – Kim G. Jacobsen (3), Erik Veje Rasmussen (5, dont 1 pen.), Klaus Jensen (0), Kim Jensen (1), Bjarne Simonsen (2), Lars Lundbye (5), Claus B. Munkedal (1), Michael Fenger (4), Flemming Hansen (en) (0), Niels Kildelund (0).

23 février 1989
- Danemark b.  Israël : 32-17 (13-6).
  - Danemark : Jacobsen (3), Rasmussen (10, dont 5 pen.), Jensen (1), Lundbye (5), Munkedal (2), Fenger (1), Hansen (6), Kildelund (4).
  - Israël : Oslander (1), Canaan (3), Zelzer (4, dont 1 pen.), Amar (1), Somech (2 pen.), Ildis (3), Kushnir (1), Dayan (2).
- Espagne b.  Cuba : 28-20 (13-6).
  - Espagne : Cabanas (4), Muñoz Melo (8), Reino Garcia (2), Hermida Garcia (1), Novoa Behovide (1), Ruiz Gomez (3), Garcia Lopez (1), Puig Rofes (6), Sagaies Mahas (2).
  - Cuba : Figueredo (1), Agramonte (4), Neninger (2), Querol (1), Quintana (2), Robert (4), Duranona (3), Aguirre (3).
- Pologne b.  France : 27-24 (10-13)[10].
  - Pologne : Mloczynski (1), Bugaj (6), A. Tłuczyński (2), Plechoc (4), Z. Tłuczyński (8, dont 3 pen.), Wenta (3), Dawidziuk (2), Skalski (1).
  - France : Derot (2), Debureau (9), Volle (10), Tristant (2), Portes (1).

### Groupe F
Les matchs se sont joués à Strasbourg.
|   | Équipe               | Pts | J | G | N | P | Bp  | Bc  | Diff |
| - | -------------------- | --- | - | - | - | - | --- | --- | ---- |
| 1 | Islande              | 8   | 5 | 4 | 0 | 1 | 114 | 91  | 23   |
| 2 | Roumanie             | 7   | 5 | 3 | 1 | 1 | 121 | 103 | 18   |
| 3 | Suisse               | 7   | 5 | 3 | 1 | 1 | 98  | 88  | 10   |
| 4 | Allemagne de l'Ouest | 6   | 5 | 3 | 0 | 2 | 112 | 89  | 23   |
| 5 | Bulgarie             | 2   | 5 | 1 | 0 | 4 | 99  | 120 | -21  |
| 6 | Pays-Bas             | 0   | 5 | 0 | 0 | 5 | 95  | 148 | -53  |

20 février 1989
- Islande b.  Allemagne de l'Ouest : 23-21 (9-10).
  - Islande : Grimsson (1), Gunnarsson (2), Gislason (3), Gudmundsson (4), Arason (1), S. Sveinsson (9), Gilsson (3).
  - Allemagne de l'Ouest : Schwalb (9), Fitzek (1), Fraatz (7, dont 1 pen.), J. Lohr (1), Roth (3).
- Suisse b.  Bulgarie : 24-20 (11-9).
  - Suisse : Barth (1), Keller (2), Lanker (1), Meyer (8, dont 1 pen.), Rubin (4), Schumacher (3), Gassmann (3), Scharer (2).
  - Bulgarie : Hristo (1), N. Nikolov (1), Apostolov (5), Davidkov (3), Kolaylukov (4, dont 3 pen.), Barovski (2), D. Nikolov (4).
- Roumanie b.  Pays-Bas 36-22 (16-7).
  - Roumanie : Zaharia (3), Dumitru (6), Ghimes (1), Stîngă (7, dont 2 pen.), Voinea (1), Licu (3), Durau (1), Berbece (7, dont 2 pen.), Mocanu (5), Petre (2).
  - Pays-Bas : Van Olpen (2), Schuurs (1), Groener (5), Van Noesel (3), Boomhouljer (4), R. Fiege (2), J. Fiege (4), Berendsen (1).

21 février 1989
- Allemagne de l'Ouest b.  Roumanie 23-21 (14-9).
  - Allemagne de l'Ouest : Neitzel (4), Schwalb (4, dont 2 pen.), Fitzek (2), Fraatz (5), Roth (6), Zerbe (2).
  - Roumanie : Dumitru (3), Voinea (2), Stîngă (4), Ghimes (2), Berbece (6, dont 2), Mocanu (1), Rosca (3).
- Bulgarie b.  Pays-Bas : 33-26 (18-13).
  - Bulgarie : Davidkov (1), Kolaylukov (12, dont 11 pen.), Marinov (2), Zaprianov (4), V. Vassilev (3), Alexandrov (6), Barovski (2), D. Nikolov (3).
  - Pays-Bas : Van Olpen (4), Schuurs (6), Groener (3), Van Noesel (8), Boomhouljer (1), R. Fiege (2 pen.), Berendsen (1), Hagreize (1).
- Islande b.  Suisse : 19-18 (11-10).
  - Islande : Ottar Mathiesen (3), Grimsson (6), Gunnarsson (1), Gudmundsson (3), Arason (3), S. Sveinsson (2 pen.), Gilson (1).
  - Suisse : Barth (1), Keller (1), Meyer (9), Rubin (5), Schumacher (1), Gassmann (1).

23 février 1989
- Allemagne de l'Ouest b.  Bulgarie 25-13 (10-5).
  - Allemagne de l'Ouest : Neitzel (5), Schwalb (3), Fitzek (2), Fraatz (6), Klemm (1), Roth (3), Zerbe (5).
  - Bulgarie : Apostolov (4), Davidkov (3), Kolaylukov (2, dont 1 pen.), V. Marinov (1), Zaprianov (1), V. Vassilev (1), Alexandrov (1 pen.).
- Islande b.  Pays-Bas 31-17 (18-10).
  - Islande : Ottar Mathiesen (6), J. Sigurðsson (8), Grimsson (2), Gunnarsson (1), Gislason (2), Arason (4), G. Sveinsson (3 pen.), Gilson (5).
  - Pays-Bas : Groener (4), Nygeboom (1), Van Noesel (4), Wanders (3), Boomhouljer (2, dont 1 pen.), J. Fiege (3).
- Roumanie et  Suisse : 16-16 (6-9).
  - Roumanie : Zaharia (4), Dumitru (3), Stîngă (4), Ghimes (2), Berbece (3 pen.).
  - Suisse : Barth (1), Keller (1), Meyer (3, dont 2 pen.), Rubin (3), Schumacher (3), Gassmann (4, dont 1 pen.), Scharer (1).

### Poule de classement 13-16
Les matchs se sont joués à Dijon.
|    | Équipe   | Pts | J | G | N | P | Bp | Bc | Diff |
| -- | -------- | --- | - | - | - | - | -- | -- | ---- |
| 13 | Norvège  | 6   | 3 | 3 | 0 | 0 | 92 | 69 | 23   |
| 14 | Autriche | 3   | 3 | 1 | 1 | 1 | 69 | 68 | 1    |
| 15 | Égypte   | 2   | 3 | 1 | 0 | 2 | 71 | 86 | -15  |
| 16 | Koweït   | 1   | 3 | 0 | 1 | 2 | 65 | 74 | -9   |

20 février 1989
- Égypte b.  Koweït : 25-23 (14-11).
- Norvège b.  Autriche : 29-20 (11-9).

21 février 1989
- Autriche et  Koweït : 20-20 (9-9).
- Norvège b.  Égypte : 34-27 (17-15).

23 février 1989
- Autriche b.  Égypte : 29-19 (13-13).
- Norvège b.  Koweït : 29-22 (17-15).

## Phase finale

### Finale
La finale a eu lieu le 26 février 1989 au Palais omnisports de Paris-Bercy et a vu l'Islande s'imposer face à la Pologne 29 à 26 (15-13 à la mi-temps),.
Les deux équipes connaissent la même réussite aux tirs à 6 mètres (66 %) mais la différence est tangible dans les tirs à 9 mètres : 55 % pour l'Islande et seulement 27 % pour la Pologne, Bogdan Wenta symbolisant l'échec de son camp (3/11). A l'opposé, Arason (6/8) et Gislason (7/10) accomplissent une brillante performance, appuyés dans leur tâche par l'omniprésent pivot Mathiesen (5/7) et par le jeune ailier droit Bjarki Sigurðsson (4/6). Du côté polonais, les bonnes performances sont à mettre du côte de Mloczynski (8/12), Plechoć (4/4) et Subocz (3/4). 
| 26 février 1989 14h15 | Islande           | 29 – 26           | Pologne              | Paris-Bercy Affluence : 14 000 Arbitrage : Stefan Jug et Herbert Jeglić |
| 26 février 1989 14h15 | Alfreð Gíslason 7 | (15-13)           | Andrzej Mloczynski 8 | Paris-Bercy Affluence : 14 000 Arbitrage : Stefan Jug et Herbert Jeglić |
| 26 février 1989 14h15 | ×? ×10 ×1+        | FFHB Morgunblaðið | ×? ×4 ×?             | Paris-Bercy Affluence : 14 000 Arbitrage : Stefan Jug et Herbert Jeglić |

| Islande                            |    |                         |                |        |
|                                    |    |                         |                |        |
| GB                                 | 1  | Einar Þorvarðarson (en) | 3/5            | -      |
| GB                                 | 12 | Guðmundur Hrafnkelsson  | 8/32           |        |
| P                                  | 2  | Þorgils Mathiesen       | 5/7            |        |
| ?                                  | 3  | Jakob Sigurðsson        | 1/1            |        |
| ?                                  | 4  | Bjarki Sigurðsson       | 4/6            |        |
| ?                                  | 6  | Sigurður Gunnarsson     | 2/6            |        |
| ARG                                | 7  | Alfreð Gíslason         | 7/10           |        |
| ALG                                | 9  | Guðmundur Guðmundsson   | 0/1            |        |
| ?                                  | 10 | Kristján Arason         | 6/8            |        |
| P                                  | 11 | Geir Sveinsson          | 0              | [ 13 ] |
| ?                                  | 13 | Sigurður Sveinsson      | 4/5 (4/5 pen.) |        |
| ?                                  | 14 | Héðinn Gilsson          | 0/2            |        |
| Entraîneur : Bogdan Kowalczyk (en) |    |                         |                |        |

| Islande | Statistiques   | Pologne |
| ------- | -------------- | ------- |
| 29 / 46 | Buts marqués   | 26 / 49 |
| 63 %    | % réussite     | 53 %    |
| 4/5     | Jets de 7m     | 1/1     |
| 15      | Balles perdues | 19      |
| 10      | Suspensions    | 4       |
| 1 ou +  | Cartons rouges | ?       |

| Pologne                   |    |                          |                 |   |
|                           |    |                          |                 |   |
| GB                        | 1  | Mariusz Dudek            | 3/6             |   |
| GB                        | 12 | Wiesław Goliat (pl)      | 9/35            |   |
| ?                         | 2  | Grzegorz Subocz          | 3/4             |   |
| ?                         | 3  | Andrzej Mloczynski       | 8/12            |   |
| ?                         | 4  | Dariusz Bugaj (pl)       | 0/1             |   |
| ?                         | 5  | Andrzej Tłuczyński (pl)  | 0/0             |   |
| ?                         | 6  | Zbigniew Plechoć         | 4/4             | 3 |
| DC                        | 7  | Zbigniew Tłuczyński (pl) | 6/10 (1/1 pen.) |   |
| ARG                       | 8  | Bogdan Wenta             | 3/11            |   |
| ?                         | 10 | Dawid Dawydzik           | 1/3             |   |
| ?                         | 11 | Tomasz Lebiedziński      | 0/0             |   |
| ?                         | 15 | Ryszard Antczak          | 1/4             |   |
| Entraîneur : Zenon Łakomy |    |                          |                 |   |

L'évolution du score est :
- 1re mi-temps : 1-0, 2-1, 3-1, 3-2, 5-2, 5-3, 6-3, 6-5, 10-5, 10-6, 11-6, 11-8, 12-8, 12-9, 13-9, 13-12, 15-12, 15-13 ;
- 2e mi-temps : 16-13, 16-14, 17-14, 17-15, 19-15, 19-17, 21-17, 21-19, 22-19, 22-20, 23-20, 23-22, 24-22, 24-23, 25-23, 25-24, 28-24, 28-25, 29-26.

### Matchs de classement
| Match                   | Équipe 1 | Score     | Équipe 2             |
| ----------------------- | -------- | --------- | -------------------- |
| Match pour la 3e place  | Roumanie | 31 – 24   | Espagne              |
| Match pour la 5e place  | France   | 19 – 13   | Suisse               |
| Match pour la 7e place  | Danemark | 30 – 24   | Allemagne de l'Ouest |
| Match pour la 9e place  | Cuba     | 30 – 29   | Bulgarie             |
| Match pour la 11e place | Pays-Bas | 28 – 26ap | Israël               |

Match pour la 3e place, Paris-Bercy, 25 février 1989, 14h00
- Roumanie b.  Espagne : 31-24 (12-10)[14].

- Roumanie : Alexandru Buligan (GB), Adrian Simion (GB), Cristian Zaharia (6, ), Marian Dumitru (3), Maricel Voinea (3, ), Vasile Stîngă  (7, dont 2 pen.), Adrian Ghimeș (2), Robert Licu (3), Cornel Durău, Dumitru Berbece (2), Ion Mocanu (5, ), Tudor Roșca.
- Espagne : Lorenzo Rico (GB), Jaume Fort (GB), Javier Cabanas (3), Juan Francisco Muñoz  (3, dont 2 pen., ), Javier Reino (1), Angel Hermida (1), José Novoa (1, ), Mateo Garralda (10, dont 1 pen., ), Julián Ruiz (1), Luis Eduardo García López, Jaime Puig (4), Joan Sagalés.

Match pour la 5e place, Paris-Bercy, 25 février 1989
- France b.  Suisse : 19-13 (10-8)[15].

- France : Gilles Derot (2), Philippe Debureau (4), Frédéric Volle (5), Alain Portes (2), Philippe Gardent (4), Thierry Perreux (2).
- Suisse : Keller (1), Martin Rubin (2), Schumacher (1), René Barth (1), Meyer (5, dont 4 pen.), Roland Gassmann (2), Bar (1).

Match pour la 7e place, Paris-Bercy, 26 février 1989, 12h15, 12000 spectateurs
- Danemark b.  Allemagne de l'Ouest 30-24 (12-11).

- Danemark[16] : Kim G. Jacobsen (3, dont 1 pen.), Erik Veje Rasmussen (5, dont 3 pen.), Klaus Sletting (3), Kim Jensen (3 dont 1 pen.), Niels Kildelund (2), Frank Jørgensen (1),  Karsten Holm (0), Bjarne Simonsen (2), Lars Lundbye (6), Claus B. Munkedal (0), Michael Fenger (5), John Iversen (0).
- Allemagne de l'Ouest : Andreas Dörhöfer (1), Rüdiger Neitzel (4), Martin Schwalb (4, dont 2 pen.), Christian Fitzek (2), Peter Quarti (1), Jochen Fraatz (6), Michael Klemm (3), Ulrich ou Michael Roth (1), Volker Zerbe (2).

Match pour la 9e place, Gagny, 25 février 1989
- Cuba b.  Bulgarie 30-29 (16-13).

- Cuba : Agramonte (9), Aguirre (7, dont 2 pen.), Robert (6), Sanchez (2), Delisle (2), Martinez Cuesta (2), Povea (1), Quintana (1).
- Bulgarie : Kolaylukov (11, dont 6 pen.), D. Nikolov (5), Atanassov (5), N. Nikolov (3), Borovski (2), Hristo (1), V. Vassilev (1), Apostolov (1).

Match pour la 11e place, Poissy, 25 février 1989
- Pays-Bas b.  Israël : 28-26 (après prolongation, 15-9 ; 24-24).

- Pays-Bas : Van Olpen (2), Van Noesel (4), Wanders (2), Boomhouljer (3), R. Fiege (4, dont 2 pen.), J. Fiege (7), Berendsen (4), Hagreize (2).
- Israël : Canaan (5), Zelzer (5), Amar (1), Ildis (2), Kushnir (9, dont 4 pen.), Dayan (2), Fruchter (2).

## Classement final
|    | Équipe               | Pts | J | G | N | P | Bp  | Bc  | Diff |
| -- | -------------------- | --- | - | - | - | - | --- | --- | ---- |
| 1  | Islande              | 12  | 7 | 6 | 0 | 1 | 182 | 126 | 56   |
| 2  | Pologne              | 12  | 7 | 6 | 0 | 1 | 194 | 153 | 41   |
| 3  | Roumanie             | 11  | 7 | 5 | 1 | 1 | 177 | 143 | 34   |
| 4  | Espagne              | 8   | 7 | 4 | 0 | 3 | 161 | 159 | 2    |
| 5  | France               | 10  | 7 | 5 | 0 | 2 | 153 | 126 | 27   |
| 6  | Suisse               | 9   | 7 | 4 | 1 | 2 | 128 | 131 | -3   |
| 7  | Danemark             | 8   | 7 | 4 | 0 | 3 | 183 | 160 | 23   |
| 8  | Allemagne de l'Ouest | 8   | 7 | 4 | 0 | 3 | 158 | 136 | 22   |
| 9  | Cuba                 | 6   | 7 | 3 | 0 | 4 | 166 | 167 | -1   |
| 10 | Bulgarie             | 4   | 7 | 2 | 0 | 5 | 150 | 168 | -18  |
| 11 | Pays-Bas             | 4   | 7 | 2 | 0 | 5 | 147 | 195 | -48  |
| 12 | Israël               | 2   | 7 | 1 | 0 | 6 | 135 | 187 | -52  |
| 13 | Norvège              | 6   | 6 | 3 | 0 | 3 | 148 | 137 | 11   |
| 14 | Autriche             | 5   | 6 | 2 | 1 | 3 | 123 | 130 | -7   |
| 15 | Égypte               | 2   | 6 | 1 | 0 | 5 | 124 | 170 | -46  |
| 16 | Koweït               | 1   | 6 | 0 | 1 | 5 | 113 | 154 | -41  |

- Qualifié pour le Championnat du monde 1990.
- Relégué dans le Championnat du monde C 1990.
- Repéché.

Les 6 premières équipes sont qualifiées pour le Championnat du monde 1990. Les dernières équipes européennes sont reléguées dans le Championnat du monde C 1990. L'Autriche, qui organisera le Championnat du monde B 1992, n'est finalement pas reléguée.

## Statistiques et récompenses

### Équipe-type
Un comité spécial organisé par la Fédération internationale de handball a désigné l'Islandais Alfreð Gíslason meilleur joueur de la compétition B et a honoré deux gardiens pour leurs bonnes performances : le Suisse Peter Hurlimann (en) et le gardien de l'équipe de France Philippe Médard.
De leur côté, après moult délibérations, les journalistes de Handball Magazine et certains techniciens Français (Pierre Alba, Jean-Pierre Lepointe) ont formé, en leur âme et conscience, leue « 7 » idéal de ce Mondial, :
- Gardien de but : Philippe Médard,  France
- Arrière gauche : Frédéric Volle,  France
- Demi-centre : Zbigniew Tłuczyński (de),  Pologne
- Arrière droit : Philippe Debureau,  France
- Pivot : Þorgils Mathiesen (no),  Islande
- Ailier gauche : Lars Lundbye,  Danemark
- Ailier droit : Bjarki Sigurðsson (de),  Islande

À noter que les Islandais Arason (de) et Gíslason, les Français Portes, Gardent et Perreux, l'Espagnol Ruiz et le Polonais Plechoć (pl) ont également été cités.

### Meilleurs buteurs
Les meilleurs buteurs de la compétition sont :
| Rang | Joueur                   | Nationalité          | Buts |
| ---- | ------------------------ | -------------------- | ---- |
| 1    | Jens Meyer               | Suisse               | 42   |
| 1    | Zbigniew Tłuczyński (de) | Pologne              | 42   |
| 3    | Erik Veje Rasmussen      | Danemark             | 39   |
| 4    | Philippe Debureau        | France               | 38   |
| 5    | Jochen Fraatz (de)       | Allemagne de l'Ouest | 37   |
| 5    | Frédéric Volle           | France               | 37   |
| 7    | Ivan Kolaylakov          | Bulgarie             | 36   |
| 8    | Dumitru Berbece          | Roumanie             | 34   |
| 9    | Juan Francisco Muñoz     | Espagne              | 32   |
| 9    | Vasile Stîngă            | Roumanie             | 32   |